# Taça Brasil de Futsal de 2018
A Taça Brasil de Futsal de 2018 foi a quadragésima quinta edição da Taça Brasil de Futsal, considerada a principal copa da modalidade no país. Foi realizada entre os dias 5 e 12 de agosto na cidade de Erechim, no norte do Rio Grande do Sul. Contou com a presença de dez clubes das cinco regiões do Brasil.
A equipe campeã foi a do Pato Futsal, da cidade paranaense de Pato Branco, que superou a equipe sediante do Atlântico na final durante a prorrogação pelo placar de 4-2.

## Equipes participantes
As seguintes equipes participam da Taça Brasil de Futsal de 2018:
- Assoeva
- Atlântico
- Constelação
- Cruzeiro
- Horizonte
- JEC/Krona Futsal
- Magnus Futsal
- Minas Tênis Clube
- Pato Futsal
- Portuguesa

## Jogos

### Primeira fase

#### Primeira rodada
| 5 de agosto de 2018 | Constelação | 3 – 3 | Portuguesa | Caldeirão do Galo, Erechim |
| 14:30               |             |       |            |                            |

| 5 de agosto de 2018 | Pato Futsal | 2 – 2 | JEC/Krona Futsal | Caldeirão do Galo, Erechim |
| 16:15               |             |       |                  |                            |

| 5 de agosto de 2018 | Minas Tênis Clube | 2 – 2 | CER Atlântico | Caldeirão do Galo, Erechim |
| 18:15               |                   |       |               |                            |

| 5 de agosto de 2018 | Magnus Futsal | 9 – 1 | Cruzeiro | Caldeirão do Galo, Erechim |
| 20:15               |               |       |          |                            |

#### Segunda rodada
| 6 de agosto de 2018 | Assoeva | 5 – 2 | Portuguesa | Caldeirão do Galo, Erechim |
| 14:30               |         |       |            |                            |

| 6 de agosto de 2018 | Cruzeiro | 1 – 1 | Constelação | Caldeirão do Galo, Erechim |
| 16:15               |          |       |             |                            |

| 6 de agosto de 2018 | Horizonte | 0 – 5 | JEC/Krona Futsal | Caldeirão do Galo, Erechim |
| 18:15               |           |       |                  |                            |

| 6 de agosto de 2018 | Atlântico | 1 – 1 | Pato Futsal | Caldeirão do Galo, Erechim |
| 20:15               |           |       |             |                            |

#### Terceira rodada
| 7 de agosto de 2018 | Magnus Futsal | 2 – 0 | Portuguesa | Caldeirão do Galo, Erechim |
| 14:30               |               |       |            |                            |

| 7 de agosto de 2018 | Assoeva | 2 – 0 | Constelação | Caldeirão do Galo, Erechim |
| 16:15               |         |       |             |                            |

| 7 de agosto de 2018 | Horizonte | 4 – 4 | Pato Futsal | Caldeirão do Galo, Erechim |
| 18:15               |           |       |             |                            |

| 7 de agosto de 2018 | JEC/Krona Futsal | 4 – 4 | Minas Tênis Clube | Caldeirão do Galo, Erechim |
| 20:15               |                  |       |                   |                            |

#### Quarta rodada
| 8 de agosto de 2018 | Assoeva | 5 – 2 | Cruzeiro | Caldeirão do Galo, Erechim |
| 14:30               |         |       |          |                            |

| 8 de agosto de 2018 | Constelação | 1 – 4 | Magnus Futsal | Caldeirão do Galo, Erechim |
| 16:15               |             |       |               |                            |

| 8 de agosto de 2018 | Minas Tênis Clube | 7 – 3 | Horizonte | Caldeirão do Galo, Erechim |
| 18:15               |                   |       |           |                            |

| 8 de agosto de 2018 | Atlântico | 4 – 1 | JEC/Krona Futsal | Caldeirão do Galo, Erechim |
| 20:15               |           |       |                  |                            |

#### Quinta rodada
| 9 de agosto de 2018 | Portuguesa | 0 – 0 | Cruzeiro | Caldeirão do Galo, Erechim |
| 14:30               |            |       |          |                            |

| 9 de agosto de 2018 | Magnus Futsal | 1 – 0 | Assoeva | Caldeirão do Galo, Erechim |
| 16:15               |               |       |         |                            |

| 9 de agosto de 2018 | Minas Tênis Clube | 0 – 3 | Pato Futsal | Caldeirão do Galo, Erechim |
| 18:15               |                   |       |             |                            |

| 9 de agosto de 2018 | Horizonte | 0 – 5 | Atlântico | Caldeirão do Galo, Erechim |
| 20:15               |           |       |           |                            |

### Classificação final
Os dois primeiros colocados de cada chave avançaram às semifinais:

#### Grupo E1
|  | Classificados para às semifinais |

| Pos | Times            | Pts | J | V | E | D | GP | GC | SG  | %     |
| --- | ---------------- | --- | - | - | - | - | -- | -- | --- | ----- |
| 1   | Atlântico        | 8   | 4 | 2 | 2 | 0 | 12 | 4  | 8   | 66.66 |
| 2   | Pato Futsal      | 6   | 4 | 1 | 3 | 0 | 10 | 7  | 3   | 50    |
| 3   | JEC/Krona Futsal | 5   | 4 | 1 | 2 | 1 | 12 | 10 | 2   | 41.66 |
| 4   | Minas            | 5   | 4 | 1 | 2 | 1 | 13 | 12 | 1   | 41.66 |
| 5   | Horizonte        | 1   | 4 | 0 | 1 | 3 | 7  | 21 | -14 | 8.33  |

#### Grupo E2
|  | Classificados para às semifinais |

| Pos | Times         | Pts | J | V | E | D | GP | GC | SG  | %     |
| --- | ------------- | --- | - | - | - | - | -- | -- | --- | ----- |
| 1   | Magnus Futsal | 12  | 4 | 4 | 0 | 0 | 16 | 2  | 14  | 100   |
| 2   | Assoeva       | 9   | 4 | 3 | 0 | 1 | 12 | 5  | 7   | 75    |
| 3   | Constelação   | 2   | 4 | 0 | 2 | 2 | 5  | 10 | -5  | 16.66 |
| 3   | Portuguesa    | 2   | 4 | 0 | 2 | 2 | 5  | 10 | -5  | 16.66 |
| 5   | Cruzeiro      | 2   | 4 | 0 | 2 | 2 | 4  | 15 | -11 | 16.66 |

### Semifinais
| 11 de agosto de 2018 | Magnus Futsal       | 2 (0) – 2 (1) | Pato Futsal                     | Caldeirão do Galo, Erechim |
| 11:15                | Alisson · Éder Lima |               | Batalha · Well · Danilo Baron · |                            |

| 11 de agosto de 2018 | Atlântico      | 2 – 1 | Assoeva     | Caldeirão do Galo, Erechim |
| 13:20                | Selbach · Café |       | Caio Júnior |                            |

### Final
| 12 de agosto de 2018 | Atlântico  | 1 (1) – 1 (3) | Pato Futsal                          | Caldeirão do Galo, Erechim |
| 11:00                | Silva · Jé |               | Danilo Baron · Well · Robério · Dudu |                            |

## Premiação
| 45ª Taça Brasil de Futsal       |
| Paraná                          |
| ------------------------------- |
| Pato Futsal Campeão (1º título) |